# Alluvione di Genova del 7 ottobre 1970
L'alluvione di Genova del 7 ottobre 1970, proseguita l'8 ottobre, si verificò a seguito di fortissime precipitazioni. Ne scaturì l'esondazione dei torrenti Bisagno, Fereggiano e Leira e la piena dei torrenti Sturla, Polcevera, Chiaravagna e Cantarena. Piogge molto intense e localizzate che sono tipiche della costa ligure e del periodo autunnale, accumularono 948 mm d'acqua in 24 ore. La più colpita fu Genova, ma gravissimi danni si ebbero anche in altri 20 comuni della provincia tra i quali il più colpito fu Masone. Le vittime furono 43, di cui 35 morti, 8 dispersi. Gli sfollati furono oltre 2000. Il 4 novembre 2011 un evento similare colpirà fondamentalmente la stessa zona e il 9 e 10 ottobre 2014 uno ancora più violento.
Molto colpiti furono i quartieri di Quezzi, Foce, Molassana, San Fruttuoso, Marassi, Brignole, Sestri Ponente e Voltri.

## Fatti e cause
I fatti prevalentemente furono dovuti alle forti precipitazioni avvenute il 7 e l'8 ottobre. La sera del primo giorno a Voltri avviene la violenta esondazione del torrente Leira che costerà 13 vittime accertate. Le precipitazioni continuano, sino a causare nel pomeriggio la violenta esondazione dei torrenti Bisagno e Fereggiano; soprattutto l'esondazione del primo causerà molte ed innumerevoli vittime, colpirà Marassi e Quezzi (crollò anche un'ala di uno degli edifici del Biscione), principalmente, ma anche i quartieri della Foce e di Brignole furono colpiti, con le piene amplificate da concomitanti mareggiate, che non consentivano il deflusso in mare delle acque. Numerosi furono gli sfollati e le interruzioni alle forniture di gas, luce e acqua.

### Il crollo del Ponte di Sant'Agata
A causa della piena distruttiva del Bisagno, l'antico Ponte di Sant'Agata, prospiciente il Borgo Incrociati, crollò in parte rimanendo con le sole arcate centrali, isolato dalle due sponde del torrente. Costruito nel Medioevo, era stato sino ad allora utilizzato come passaggio pedonale.

## Nella cultura di massa
Il cantautore genovese Fabrizio De André dedicò all'evento uno dei suoi brani più celebri, Dolcenera, contenuto nel suo ultimo album Anime salve del 1996.